# Præsidentvalget i USA 2012
Præsidentvalget i USA i 2012 var et præsidentvalg i USA mellem Barack Obama og Mitt Romney. Valget fandt sted tirsdag den 6. november 2012. Det var det 57. præsidentvalg i USA. Valget endte med en sejr til den siddende præsident Barack Obama.
Den siddende præsident Barack Obama meddelte i midten af 2011, at han søgte gennominering hos Demokraterne som deres præsidentkandidat. For officielt at blive Demokraternes kandidat skulle Obama herefter accepteres på Demokraternes konvent, der blev afholdt 3. september 2012, hvilket endte i en godkendelse.
Republikanernes kandidat var Mitt Romney, der officielt kåredes som det republikanske partis kandidat på partikonventet i august 2012.
Præsidentvalget 2012 faldt sammen med valg til Senatet og Repræsentanternes Hus, hvorved de fleste medlemmer af den amerikanske Kongres blev valgt.

## Kandidater
Følgende personer fra demokraterne og republikanernes var blandt kandidaterne til at blive deres partis præsidentkandidat:

### Det Demokratiske Parti

#### Nomineret kandidater
| Præsidentkandidat                 | Vicepræsidentkandidat                 |
|                                   |                                       |
| 44. præsident for USA (2009–2017) | 47. vicepræsident for USA (2009–2017) |
| Kampagne                          |                                       |
|                                   |                                       |
| [ 5 ] [ 6 ] [ 7 ]                 |                                       |

### Det Republikanske Parti

#### Normineret kandidater
| Præsidentkandidat                          | Vicepræsidentkandidat                                     |
|                                            |                                                           |
| 70. Guvernør for Massachusetts (2003–2007) | Medlem af Repræsentanternes Hus for Wisconsin (1999–2019) |
| Kampagne                                   |                                                           |
|                                            |                                                           |
| [ 8 ]                                      |                                                           |

Tidligere kandidater
- Newt Gingrich, tidligere speaker i Repræsentanternes Hus, fra Georgia.[9] (Trak sig d. 2. maj 2012)
- Ron Paul, medlem af Repræsentanternes Hus, fra Texas. (Trak sig d. 14. maj 2012).
- Rick Santorum, tidligere senator fra Pennsylvania (trak sig den 10 april 2012).
- Rick Perry, guvernør i Texas (Trak sig d. 19. jan 2012)[10].
- Michele Bachmann, medlem af Repræsentanternes Hus, fra Minnesota (trak sig d. 4. jan 2012)[11].
- Herman Cain, forretningsmand fra Georgia (suspenderet d. 3. dec 2011)[12].[13]
- Gary E. Johnson, tidligere guvernør i New Mexico (trak sig 28. dec 2011 som republikansk kandidat. Søger i stedet kandidatur for det Libertarianske Parti).[14]
- Tidligere guvernør Tim Pawlenty fra Minnesota (Trak sig d. 14. aug 2011).
- Jon Huntsman, tidligere guvernør i Utah og ambassadør i Kina (trak sig 16. januar 2012)[15]